# Алтарь Сан-Марко
Алтарь Сан-Марко (итал. Pala di San Marco), также известный как Мадонна и святые — работа художника Фра Беато Анджелико, созданная в соборе Святого Марка, Флоренция. Данную работу заказал в 1438 году Козимо Медичи Старший, и она была завершена в 1443 году. В сопровождение к главной панели, на которой изображена возведённая на престол Дева Мария, было создано 9 панелей предела, повествующих о легенде святых покровителей, Космы и Дамиана. На сегодняшний день Собор Святого Марка владеет двумя панелями, выкупленными собором обратно в 2007 году.

## Описание
На алтаре Сан-Марко изображён портрет Девы и Ребёнка, сидящих на троне, окружённом святыми и ангелами. Рассматривая детали данной работы, можно заметить  новаторские решения в образе Богородицы с младенцем, которые помогают сложить некую гармонию фигур с пейзажем. Гранатовый вышитый занавес за Марией и ребёнком устанавливает чёткую горизонтальную линию, отделяющую события, изображённые на картине, от пейзажа позади неё. Алтарь расположен на недавно созданной единой прямоугольной панели, что помогает превратить типичную станковую живопись в основной образ алтаря. Представление фигур, установленных в рамках согласованного живописного пространства, также было новой техникой, используемой Фра Беато Анджелико. Следует обратить внимание на плоскость, в которой расположен ковёр. Данный приём усиливает глубину картины. Использование пространства Фра Беато Анджелико является исключительных. Таким образом мастер демонстрирует чувство равновесия по обе стороны Девы и Ребёнка, но также оставляет доступное пространство на ковре, приближающемся к Деве и Ребёнку, чтобы зритель не чувствовал себя отстранённым или перегруженным. Эта симметрия и порядок позволяют зрителю ясно видеть картину издалека. Художник также использует натуралистические эффекты света и цвета в сочетании с различными цветными узорами. Естественные цвета способствуют  более тёмному оттенку картины, что может подчеркнуть силу святости момента данной процессии. На картине изображены две метафоры — это открытое окно и зеркало. Метафора открытого окна подразумевает непрерывность между реальным пространством и пространством воображения, и аналогично метафора зеркала разделяет реальное и воображаемое, предполагая соответствие между миром зрителя и миром картины.

## Реставрация
В девятнадцатом веке картина была подвергнута реставрационным работам. Очистку проводили с использованием каустической соды, когда оттирание поверхности картины производят до подкраски. Это привело к тому, что картина потеряла большую часть своей глазури, которая придаёт оттенок света и цвета. Все тонкие модуляции цвета и света, использованные Фра Беато Анджелико для усиления неподвижного пафоса лиц, были стёрты. Единственное, что было сохранено, это незначительные следы литых теней к нижним краям драпировок, которые свидетельствуют о том, как Фра Беато Анджелико придал суровым средневековым образам новые оттенки красоты и формы, переведя его в рациональный язык репрезентативного стиля.